# William Grenville
Pour les articles homonymes, voir Grenville.
 (janvier 2020).
Si vous disposez d'ouvrages ou d'articles de référence ou si vous connaissez des sites web de qualité traitant du thème abordé ici, merci de compléter l'article en donnant les références utiles à sa vérifiabilité et en les liant à la section « Notes et références ».
William Wyndham Grenville (25 octobre 1759, Wotton House, Buckinghamshire – 12 janvier 1834, Burnham, Buckinghamshire), 1er baron Grenville, membre du Conseil privé, est un homme d'État membre du parti whig britannique, et un Premier ministre (11 février 1806-31 mars 1807) du roi George III.

## Biographie
Grenville étudie à Eton, Christ Church (Oxford) et Lincoln's Inn. Fils du Premier ministre Whig George Grenville et d'Elizabeth Wyndham, fille de l'homme d'État tory Sir William Wyndham, il entre en 1782 à la Chambre des communes, où son frère aîné, Thomas, siège également comme membre du Parlement.
Grenville devient bientôt un proche allié du Premier ministre, son cousin William Pitt le Jeune, et entre au gouvernement comme Chef du Secrétariat pour l'Irlande de 1782 à 1783, Trésorier des Forces armées (« Paymaster of the Forces », en anglais) de 1784 à 1789 et Vice-président du Bureau du Commerce (« Board of Trade », en anglais) de 1786 à 1789. En 1789, il est brièvement Speaker de la Chambre des Communes, avant de rejoindre le Cabinet comme ministre de l'Intérieur (« Home Secretary », en anglais). Il devient leader de la Chambre des lords (1790-1801), quand il est élevé à la pairie l'année suivante avec le titre de Baron Grenville, et Président du Bureau de Contrôle (« Board of Control », en anglais) de 1790 1793. En 1791, il succède au duc de Leeds comme Secrétaire d'État aux Affaires étrangères puis devient Vérificateur des comptes de l'Échiquier (« Auditor of the Exchequer », en anglais) de 1794 à 1834. La décennie que Grenville passe aux Affaires étrangères est une période dramatique, qui voit se développer les Guerres de la Révolution française. Durant la guerre, Grenville est le chef du parti qui défend l'idée d'une intervention militaire sur le continent comme clef de la victoire, contre la faction d'Henry Dundas, qui favorise la guerre maritime et dans les colonies. Grenville quitte ses fonctions lors du départ de Pitt en 1801 sur la question de l'émancipation des Catholiques.
Durant les années qui suivent, Grenville se rapproche du chef de l'opposition whig Charles James Fox, et, quand Pitt retrouve la tête du gouvernement en 1804, Grenville n'en fait pas partie. Après la mort de Pitt en 1806, Grenville prend la direction du « Ministère de tous les talents », une coalition comprenant les partisans de Grenville, les Whigs « foxites » (partisans de Fox) et les partisans de l'ancien Premier ministre Lord Sidmouth. Grenville, au poste de Premier Lord au Trésor, et Fox, aux Affaires étrangères, en sont les deux chefs. Le Cousin de Grenville, William Windham, est secrétaire d'État à la Guerre et aux Colonies, et son jeune frère, Thomas Grenville, brièvement Premier Lord de l'Amirauté. Renversé au bout d'un an, ce Ministère aura, finalement, accompli peu de choses, échouant aussi bien à faire la paix avec la France qu'à accomplir l'émancipation des Catholiques (cette question aboutit au renvoi du gouvernement en mars 1807). Il a connu, cependant, un succès significatif avec l'abolition de la traite négrière en 1807.
Dans les années qui suivent la chute du ministère, Grenville demeure dans l'opposition, maintenant son alliance avec Lord Grey et les Whigs, critiquant l'intervention en Espagne et, avec Grey, refusant de rejoindre le gouvernement de Lord Liverpool en 1812. Dans les années d'après-guerre, Grenville se rapproche peu à peu des Tories, mais sans jamais rejoindre le gouvernement. Sa carrière politique s'achève à la suite d'une attaque en 1823.
Grenville a également rempli les fonctions de Chancelier de l'Université d'Oxford de 1809 à sa mort en 1834. Créé pour lui (1790), le titre de Baron Grenville s'éteint à sa mort en 1834.

## Le Ministère de tous les talents
Ce ministère dura de février 1806 à mars 1807.
- Lord Grenville - Premier Lord au Trésor et leader de la Chambre des lords (1806-1807)
- Charles James Fox - Secrétaire d'État aux Affaires étrangères et leader de la Chambre des Communes
- Lord Erskine - lord chancelier
- Lord Fitzwilliam - Lord Président du Conseil
- Lord Sidmouth - Lord Privy Seal
- Lord Spencer - Secrétaire d'État aux Affaires intérieures
- William Windham - Secrétaire d'État à la Guerre et aux Colonies
- Lord Howick - Premier Lord de l'Amirauté
- Lord Henry Petty - Chancelier de l'Échiquier
- Lord Moira - Maître-général de l'Artillerie
- Lord Ellenborough - Président de la Haute Cour d'Angleterre et du Pays de Galles

En septembre 1806, à la mort de Fox, Lord Howick lui succède aux Affaires étrangères et comme leader de la Chambre des communes, tandis que Thomas Grenville succède à Howick à l'Amirauté. Lord Fitzwilliam devient ministre sans portefeuille, et Lord Sidmouth lui succède comme Lord President, tandis que Lord Holland succède à Sidmouth comme Lord Privy Seal.